# 石炭の歴史村
石炭の歴史村（せきたんのれきしむら）は、北海道夕張市にあるテーマパーク。
広大な夕張炭鉱の跡地を利用して造られた。
マスコットキャラクターは「ゆうちゃん」。

## 歴史・概要
1977年（昭和52年）の北炭夕張炭鉱新第二炭鉱の閉山決定に際し、当時の夕張市助役の中田鉄治が構想して「炭鉱から観光へ」をキャッチフレーズとして周囲を説得し、事業が開始されることになったものであった。同鉱に存在した石炭大露頭や旧天竜坑を用いた模擬坑を観光資源として活かした石炭博物館を中心に1978年7月に新第二炭鉱跡地15ヘクタールにて着工された。
1980年（昭和55年）7月に運営母体の第三セクター「石炭の歴史村観光」を設立して同月に一部施設が開園し、1983年（昭和58年）6月1日には遊園地なども含めて全面的に開園した。
構想を立てた中田鉄治は1979年（昭和54年）から2003年（平成15年）まで6期24年間夕張市市長を務め、当事業を含めた炭鉱閉山後の地域活性化策を推進した。
炭鉱の立て坑を模したシンボルタワーや日本で唯一の「模擬坑」のある「夕張市石炭博物館」を中心に、等身大の人形を用いて炭鉱住宅街の様子を再現した「炭鉱（やまの）生活館」や1888年（明治21年）に北海道庁技師の坂市太郎が発見した夕張炭鉱の原点である「石炭大露頭」などが園内に配置された。
大観覧車やジェットコースターなどがある遊園地「アドベンチャー・ファミリー」や2万本以上のバラが咲き乱れる「ローズガーデン」 なども併設されており、年間200万人の観光客招致を目指した夕張市の「炭鉱から観光へ」の象徴であった。
また、野外ステージもあり、「愛・ラブ・夕張1983年コンサート」やレゲエの音楽祭であった「ユーパロ・ミュージック・フェスティバル1990年」の会場にもなった。
当園を運営する第三セクター「石炭の歴史村観光」は黒字とされており、自己破産を申請する直前の2006年（平成18年）3月期決算も同様であったが、夕張市から委託料を受け取って売上を夕張市へ入金する業務委託契約であったためで、2005年（平成17年）度の「石炭の歴史村観光」の売上高は約13.6億円で夕張市からの委託料26.5億円の約半分と実態は大幅な赤字であった。
そのため、2006年（平成18年）6月20日に夕張市長が「財政再建団体」申請を行うことを表明して夕張市が事実上倒産したことに伴い、「石炭の歴史村観光」の運営する施設は例年より早い10月15日から閉鎖されて冬季休業に入り、当時当園を運営していた夕張市の第三セクター「石炭の歴史村観光」は「今後は委託料など市からの収入が見込めないこと」から同年11月29日に札幌地方裁判所に自己破産を申請して破綻した。
夕張市の財政再建策のなかで、当初は閉鎖が予定されていた。
しかし、夕張を支えた炭鉱産業に触れることのできる施設は歴史・資料的価値が高いとして、内外から存続要望の声が多く挙がった。
そこで、2007年（平成19年）に加森観光が指定管理者となり、その関連会社である夕張リゾートの運営で同年4月27日に再開した。
ただし、遊園地「アドベンチャー・ファミリー」は再開されないまま野ざらしの状態が続き、2008年（平成20年）5月から解体を開始、撤去された。
2018年4月28日に2年に渡る改修工事を終え、石炭博物館がリニューアルオープンした。指定管理者は同年4月1日より、NPO「炭鉱(ヤマ)の記憶推進事業団」に移管された。
2019年4月18日23:45頃、「模擬坑道」で火災が発生したと通報があった。模擬坑道では4月27日の今期営業開始を控え、坑道補強のための溶接作業を行っていた。しかし名前は模擬とはいえ、明治時代に使われていた本物の坑道を再利用したもので、炭鉱内に残る石炭や木材に引火したと見られている。5月13日、夕張市の厚谷司市長は鎮火したと発表した。

### 沿革
- 1978年 - 建設工事着手[24]。
- 1980年 - 石炭博物館・SL館開業[24]。
- 1981年 - 炭鉱生活館・水上レストラン「望郷」開業[24]。
- 1983年 - 遊園地「アドベンチャー・ファミリー」・知られざる世界の動物館開業をもって全面開業とする[24]。
- 1986年 - 大観覧車導入、ファミリーキャンプ場開業[24]。
- 1987年 - ゴーカート導入[24]。
- 1988年 - 入場無料化、ロボット大科学館・イベント館開業[24]。
- 1989年 - 立体映像館開業[24]。
- 1990年 - 石炭博物館に動態採炭機械を導入、施設パスを廃止し新セット料金に移行[24]。
- 1993年 - ゲームハウス導入[24]。
- 1994年 - 総合パス制に移行、単券廃止[24]。
- 1995年 - 石炭博物館単独料金を設定[24]。
- 1998年 - 石炭博物館単独料金を正式化[24]。
- 1999年 - ローラーリュージュ導入[24]。
- 2000年 - 化石のいろいろ展示館開業[24]。
- 2001年 - 郷愁の丘ミュージアム歴史館開業[24]。
- 2002年 - 各施設単館料金を設定[24]。
- 2003年 - 郷愁の丘ミュージアムセンターハウス・シネマのバラード館開業[24]。
- 2005年 - 北の零年希望の森・オートキャンプ場開業[24]。
- 2006年 - 夕張市の財政再建団体申請に伴い「石炭の歴史村観光」破綻。同年をもって遊園地休業。
- 2007年 - 加森観光に移管。
- 2008年 - 遊園地解体、SL館閉鎖。
- 2015年 - 加森観光が石炭博物館管理返上をもって完全撤退、石炭博物館を休館し夕張市直営とする。炭鉱生活館解体。
- 2016年 - 石炭博物館改装着手。
- 2018年 - 石炭博物館を炭鉱の記憶推進事業団に移管し再開館。

## 石炭の歴史村観光
- 第三セクター「石炭の歴史村観光」（社長・後藤健二市長）
2006年（平成18年）11月29日に札幌地方裁判所に自己破産を申請[1]。負債総額は約74億8171万円で破綻時点での従業員数は38人だった[1]。破産に伴う同社の解雇者のうち希望者は同市内の第三セクターである夕張観光開発が受け入れることになっていた[1]。

## 主な施設
- 夕張市石炭博物館[4]
- 北の零年 希望の杜（ロケセットを展示）
- ゆうばり化石館（休館中）

### 過去にあった施設

旧駐車場歩行者出入口（2006年）

- 郷愁の丘ミュージアム[25]
  - 昭和レトロ館
  - 夕張キネマ館
  - 夕張プラザ
- グリーン大劇場[12]
- 物産館[26]
- SL館（休館中）[12]
- 知られざる世界の動物館[12]（2013年（平成25年）6月に解体）
世界各国の動物剥製約1,000体を展示[27]。所蔵品の動物剥製は国立科学博物館に無償譲渡[28][29]。
- ロボット大科学館（2008年（平成20年）8月末に解体）
身長12mの巨大ロボットオブジェ「新世紀ロボ ユーバロット」を中心に据え、ロボット100体以上を展示[30]。展示物のうち相澤次郎の制作した「相澤ロボット」は国際医療福祉教育財団に返還し[31]、うち「ミスター・スパーク」「りょうくん」の2体が多摩六都科学館に移設された[32]
- アドベンチャーファミリー（遊園地）[12]
1983年6月1日開業[12]、夏期間のみ営業。2006年（平成18年）10月15日から閉鎖されて冬季休業に入り[19]、再開されないまま野ざらしの状態となっていたが[20]、2008年（平成20年）5月から解体を開始し、撤去された[21]。
  - アトミックコースター（コース長218m・6両編成・定員24名）[12]
  - ジェットコースター（コース長800m・6両編成・定員36名）[12][13]
  - 大観覧車[13]（'84小樽博覧会より移設）[33]
  - エアーファイター（直径16m・2名定員ゴンドラ×12台）[12]
  - ファンハウス「日本怪談物語」（ゲームセンター併設）[12]
  - チェーンタワー（定員32名）[12]
  - サイクルモノレール（コース長200m・2名定員ゴンドラ×10台）[12]
  - メリーゴーランド（直径17m・定員30名）[12]
  - 「軽便鉄道」[12]
車輛は「おとぎ列車」スタイル。路線長800m・6両編成定員144名で展示部分と遊園地部分を結び[12]、駅が2ヶ所あり村内の交通機関としても機能。
  - ゴーカート
  - グレートポセイドン（'84小樽博覧会より移設）[33]
  - スーパースイング（'84小樽博覧会より移設）[33]
  - ローラーリュージュ（2006年（平成18年）8月31日営業終了[25]）
ハンドルと車輪のついたそりの一種でカーブが連続するコースを滑り下りる遊具[25]。プロスキーヤー三浦雄一郎の提案をきっかけに設置された。建設費約6億円[25]、全長1,132m[27]。
指定金融機関の北海道拓殖銀行が「採算が取れるとは思えない」と融資を断ったことで金融界で話題になった施設である[25]。
  - ライブロボ[注釈 1]
  - 屋外プール「アドベンチャーフォール」[26]
- 水上レストラン「望郷」
130名収容のセルフサービス方式レストラン[27]。
- イベント館（アラモ砦）[27]
- グリーン大劇場[27]
- ファミリーキャンプ場[27]
- ローズガーデン[27]
- 炭鉱（やまの）生活館
等身大の人形を用いて炭鉱住宅街の様子を再現[10][12]。また全盛期の夕張市のジオラマ模型、生活や動植物などのパネル展示も展開[27]。2015年解体。
- 花とシネマのドリームランド
約30haのフラワーガーデン[27]。
- 歓迎ハウス「エルドラド」[26]
- 映画のある街夕張展示館[26]
- 銘石園[26]
- 北方果樹園[26]
- 管理ステーション[26]（旧夕張駅駅舎）
- 味のコーナー「ハイロード」[26]
- いこいの谷[26]

## 営業期間・営業時間・料金
- 石炭博物館（2021年度）
  - 営業時間：4～9月 10:00～17:00・10月以降 10:00～16:00
  - 一般料金：大人（中学生以上）720円・子供（小学生）440円・未就学児無料
  - 団体料金：大人660円（20名以上）、学校団体随行者無料
  - 幸福の黄色いハンカチ想い出ひろばセット：大人1,000円
  - 夕張市民は無料。
  - 館内ガイド（入館料別途）：通常11,000円・館長特別料金22,000円、行政等視察6,600円（5名まで・6人以上は1人1,100円加算）
  - 冬季11月中旬から4月下旬までは団体客のみ受け入れ。
- 2002年[27]

| 種別           | 大人（中学生以上） | 小人（4歳-小学生） | 備考                                                                       |
| -------------- | ------------------ | ------------------ | -------------------------------------------------------------------------- |
| 総合パスポート | 3,000円            | 2,200円            | 全施設有効                                                                 |
| 施設パスポート | 1,500円            | 1,100円            | 石炭博物館・炭鉱生活館・ 化石のいろいろ展示館・ ロボット大科学館・SL館のみ |
| 遊園パスポート | 2,000円            | 1,800円            | 遊園地のみ                                                                 |
| 冬季パスポート | 1,000円            | 800円              | 冬季営業施設のみ                                                           |

## 交通アクセス
2019年4月現在
道路
北海道道夕張岩見沢線沿い
- 夕張インターチェンジ（道東自動車道）から北に約18km

バス
夕鉄バス夕張市内線「夕張市石炭博物館」停留所
- 夕張鉄道本社ターミナルから約15分 ※札幌方面のバス（札幌急行線）と乗継可能

※かつては石炭の歴史村正門前にバス発着場が存在したが、2007年5月に夕鉄バスが、2007年10月に北海道中央バスが乗り入れを廃止。2019年4月、夕鉄バスが乗り入れを再開し、新たにバス停「夕張市石炭博物館」を設置した。